# إدارة المنشآت البترولية
إدارة المنشآت البترولية تشير إلى العمليات والأنشطة المتعلقة بإدارة وتشغيل المنشآت التي تنتج أو تعالج النفط والغاز الطبيعي.
تشمل هذه الإدارة جوانب مثل استكشاف واستخراج الموارد النفطية، وتكرير النفط، ونقله، وتخزينه، وتوزيع منتجات البترول المكررة. تتطلب إدارة المنشآت البترولية فهماً عميقاً للتقنيات الهندسية المختلفة والمعايير البيئية، بالإضافة إلى التنظيم اللوجستي والإداري الذي يضمن سير العمليات بكفاءة وسلامة.